# 이나진
이나진(1959년 6월 16일 ~ 2005년 5월)은 대한민국의 성우이다. 1977년 TBC에 입사했으며, 언론통폐합 후 KBS 15기로 편입되었다.

## 주요 출연작품

### 영화
- 우리들만의 집 (KBS)